# جاز فانك
الجاز-فانك (بالإنجليزية: Jazz-funk)‏ هو نوع فرعي من موسيقى الجاز يتميز بتشديد قوي للنبضات المنخفضة وأصوات كهربية واستعمال كبير لآلات السنثسيزر التناظرية. نتج عن دمج موسيقى وأساليب الفانك والسول والآر أند بي مع الجاز تكون نوع موسيقي مجاله واسع ويشمل ارتجال الجاز القوي، والسول أو الفانك أو الديسكو مع مؤلفات جاز، ومعزوفات سولو للجاز، وغناء سول أحيانا.

## وصلات خارجية
- جاز-فانك على أول ميوزيك
- جاز-فانك (التاريخ في بريطانيا)
- Blues & Soul مجلة على الأنترنيت
- Global Funk Radio